# Talfit
Talfit, en arabe : تلفيت, est un village du gouvernorat de Naplouse en Palestine, situé à 15 km au sud-est de Naplouse, au centre de la Cisjordanie.
Selon le recensement du bureau central palestinien des statistiques, la localité compte une population de 3 591 habitants en 2017.